# Gösta Norlén
Johan Gösta Norlén, född 15 augusti 1906 i Skönsmons församling, Västernorrlands län, död 16 januari 1992 i Hedvig Eleonora församling Stockholm, var en svensk läkare. 
Norlén blev medicine licentiat i Stockholm 1933, medicine doktor 1944, docent i neurokirurgi vid Karolinska institutet 1945, vid Göteborgs universitet 1953–61 och var professor i neurokirurgi i Göteborg 1961–73. Han var underläkare vid röntgenavdelningen på Örebro lasarett 1935, vid kirurgiska kliniken på Serafimerlasarettet 1936, andre underläkare vid kirurgiska avdelningen på Örebro lasarett 1937–38, förste underläkare 1938–42 och biträdande överläkare 1942–53 vid neurokirurgiska kliniken på Serafimerlasarettet samt överläkare vid neurokirurgiska kliniken på Sahlgrenska sjukhuset 1953–73.
Norlén utförde 1944, på initiativ av psykiatern Snorre Wohlfahrt, Sveriges första lobotomier på patienter från Beckomberga sjukhus.